# Brzuśnik
Brzuśnik ist eine Ortschaft mit einem Schulzenamt der Gemeinde Radziechowy-Wieprz im Powiat Żywiecki der Woiwodschaft Schlesien in Polen.

## Geographie
Der Ort liegt im Saybuschen Becken (Kotlina Żywiecka) unter den Saybuschen Beskiden an der Mündung des Bachs Brzuśnianka in die Soła.
Die Nachbarorte sind Wieprz im Norden, Bystra im Osten sowie Cięcina im Westen.

## Geschichte
Seit 1467 gehörte die Herrschaft Saybusch der Adelsfamilie Komorowski, die eine Besiedlungsaktion begann. Der Ort wurde etwa im 16. Jahrhundert von Walachen auf Rodungsland gegründet.
Bei der Ersten Teilung Polens kam Brzuśnik 1772 zum neuen Königreich Galizien und Lodomerien des habsburgischen Kaiserreichs (ab 1804).
1918, nach dem Ende des Ersten Weltkriegs und dem Zusammenbruch der k.u.k. Monarchie, kam Brzuśnik zu Polen. Unterbrochen wurde dies nur durch die Besetzung Polens durch die Wehrmacht im Zweiten Weltkrieg. Es gehörte dann zum Landkreis Saybusch im Regierungsbezirk Kattowitz in der Provinz Schlesien (seit 1941 Provinz Oberschlesien).
Von 1975 bis 1998 gehörte Brzuśnik zur Woiwodschaft Bielsko-Biała.

## Sehenswürdigkeiten
- Kapelle, gebaut 1924[3]